# Georges Danton
Georges Jacques Danton (French: [ʒɔʁʒ dɑ̃tɔ̃]; 26 tháng 10 năm 1759 - 05 tháng 4 năm 1794) là một luật sư, nhà báo và nhân vật lãnh đạo trong giai đoạn đầu của Cách mạng Pháp; khởi xướng và lãnh đạo chính trong Chiếm ngục Bastille và là lãnh đạo đầu tiên của Comité de salut public. Vai trò của Danton trong sự khởi đầu của cuộc cách mạng đang còn được tranh cãi; nhiều sử gia mô tả ông là "lực lượng chính trong việc lật đổ chế độ quân chủ và thành lập nền Đệ Nhất Cộng hòa Pháp". Với ảnh hưởng quan trọng trong phái Jacobin, ông đã bị những người ủng hộ khủng bố cáo buộc về các tội bán rẻ tài năng, khoan dung với những kẻ thù của Cách mạng và bị đưa lên máy chém vào ngày 5/4/1794.